# Первомайський (Дергачівський район)
Первомайський (рос. Первомайский) — селище у Дергачівському районі Саратовської області Російської Федерації.
Населення становить 717 осіб. Орган місцевого самоврядування — Камишевське муніципальне утворення.

## Історія
Населений пункт розташований у межах українського історичного та культурного регіону Жовтий Клин.
Від 23 липня 1928 року в складі Пугачовського округу Нижньо-Волзького краю. Орган місцевого самоврядування від 2004 року — Камишевське муніципальне утворення.

## Населення
| 2010 |
| ---- |
| 717  |